# Dubrovnicko-neretvanská župa
Dubrovnicko-neretvanská župa (chorvatsky Dubrovačko-neretvanska županija) je jedna z chorvatských žup. V minulosti byla většina regionu součástí republiky Dubrovník, a Dubrovník je také hlavním městem moderní župy.
Většina Dubrovnicko-neretvanské župy je exklávou Chorvatska (a také Evropské unie), protože ji od zbytku pevninského území Chorvatska odděluje krátký úsek jadranského pobřeží (s letoviskem Neum), který patří Bosně a Hercegovině.

## Charakter župy
Župa zaujímá nejjižnější část chorvatské Dalmácie, okolí měst Dubrovníku a Ploče, poloostrov Pelješac, ostrovy Korčula, Mljet a Lastovo. Je protáhlého tvaru, zabírá hlavně pobřeží Jadranského moře. Župa hraničí s Bosnou a Hercegovinou, jejíž přímořské území u města Neum ji dělí na dvě části. Území je kromě ústí řeky Neretvy převážně hornaté, nevhodné pro zemědělství. Pouze na severu, kde se řeka Neretva vlévá do moře, je úrodná, velmi zemědělsky využívaná oblast. Většinu příjmů má ale oblast z turistiky; Dubrovnik a Korčula jsou hodně známá a navštěvovaná místa.

## Města
- Dubrovnik (hlavní město)
- Korčula
- Metković
- Opuzen
- Ploče

## Opčiny
U opčin je uveden počet obyvatel.
- Blato 3.680
- Dubrovačko Primorje 2.216
- Janjina 593
- Kula Norinska 1.926
- Lastovo 835
- Lumbarda 1.221
- Mljet 1.111
- Orebić 4.165
- Pojezerje 1.233
- Slivno 2.078
- Smokvica 1.012
- Ston 2.605
- Trpanj 871
- Vela Luka 4.380
- Zažablje 912
- Župa Dubrovačka 6.663